# Saint-Michel-de-Livet
Pour les articles homonymes, voir Saint-Michel.
Saint-Michel-de-Livet est une ancienne commune française, située dans le département du Calvados en région Normandie, devenue le 1er janvier 2016 une commune déléguée au sein de la commune nouvelle de Livarot-Pays-d'Auge.
Elle est peuplée de 160 habitants.

## Géographie
La commune est au cœur du pays d'Auge, sur la rive gauche de la Vie. Son petit bourg est à 3,5 km au nord-ouest de Livarot, à 14 km à l'est de Saint-Pierre-sur-Dives et à 18 km au sud-ouest de Lisieux.
| Saint-Martin-du-Mesnil-Oury (comm. nouv. de Livarot-Pays-d'Auge)                                        | Saint-Martin-du-Mesnil-Oury (comm. nouv. de Livarot-Pays-d'Auge) | Saint-Martin-du-Mesnil-Oury (comm. nouv. de Livarot-Pays-d'Auge), Livarot (comm. nouv. de Livarot-Pays-d'Auge) |
| Sainte-Marguerite-de-Viette (comm. nouv. de Saint-Pierre-en-Auge)                                       | Saint-Michel-de-Livet                                            | Livarot (comm. nouv. de Livarot-Pays-d'Auge)                                                                   |
| Montviette (comm. nouv. de Saint-Pierre-en-Auge), Le Mesnil-Bacley (comm. nouv. de Livarot-Pays-d'Auge) | Le Mesnil-Bacley (comm. nouv. de Livarot-Pays-d'Auge)            | Le Mesnil-Bacley (comm. nouv. de Livarot-Pays-d'Auge)                                                          |

## Toponymie
Le toponyme est attesté sous la forme S. Michael en 1234. La paroisse est dédiée à l'archange Michel. Le toponyme Livet, commun à d'autres communes proches, serait issu, par mauvaise graphie (de l'Ivet), du gaulois ivos, « if ».
Le gentilé est Saint-Michelois.

## Histoire

### Seconde Guerre mondiale
Lors de la bataille de Normandie, à la suite de l'opération Paddle, la 7e division blindée britannique est sur les bords de la Vie. Elle doit alors faire face à une vive résistance par la 272e division d'infanterie allemande mais subit aussi des pertes de tirs amis de l'aviation alliée. Le 19, l'artillerie britannique bombarde lourdement le secteur. Les Britanniques arrivent à s'emparer d'un pont non détruit au-dessus de la rivière à Saint-Michel-de-Livet.

### Fusion de communes
Le 1er janvier 2016, Saint-Michel-de-Livet intègre avec vingt-et-une autres communes la commune de Livarot-Pays-d'Auge créée sous le régime juridique des communes nouvelles instauré par la loi no 2010-1563 du 16 décembre 2010 de réforme des collectivités territoriales. Les communes d'Auquainville, Les Autels-Saint-Bazile, Bellou, Cerqueux, Cheffreville-Tonnencourt, La Croupte, Familly, Fervaques, Heurtevent, Livarot, Le Mesnil-Bacley, Le Mesnil-Durand, Le Mesnil-Germain, Meulles, Les Moutiers-Hubert, Notre-Dame-de-Courson, Préaux-Saint-Sébastien, Sainte-Marguerite-des-Loges, Saint-Martin-du-Mesnil-Oury, Saint-Michel-de-Livet, Saint-Ouen-le-Houx et Tortisambert deviennent des communes déléguées et Livarot est le chef-lieu de la commune nouvelle.

## Politique et administration
| Période                                  | Période       | Identité              | Étiquette | Qualité                  |
| ---------------------------------------- | ------------- | --------------------- | --------- | ------------------------ |
| 1983                                     | 2008          | Albert Boisjoly       | SE        | Agriculteur              |
| 2008                                     | 2014          | Benoît Fromage        | SE        | Professeur               |
| 2014                                     | décembre 2015 | Frédéric Legouverneur | SE        | Retraité cadre financier |
| Les données manquantes sont à compléter. |               |                       |           |                          |

Le conseil municipal était composé de onze membres dont le maire et deux adjoints. Trois de ces conseillers intègrent le conseil municipal de Livarot-Pays-d'Auge le 1er janvier 2016 jusqu'en 2020 et Frédéric Legouverneur devient maire délégué.
À la suite des élections municipales de 2020, Jack Boisjoly devient maire délégué.

## Démographie
En 2021, la commune comptait 160 habitants. Depuis 2004, les enquêtes de recensement dans les communes de moins de 10 000 habitants ont lieu tous les cinq ans (en 2008, 2013, 2018, etc. pour Saint-Michel-de-Livet) et les chiffres de population municipale légale des autres années sont des estimations.
Saint-Michel-de-Livet a compté jusqu'à 480 habitants en 1821.
| 1793 | 1800 | 1806 | 1821 | 1831 | 1836 | 1841 | 1846 | 1851 |
| ---- | ---- | ---- | ---- | ---- | ---- | ---- | ---- | ---- |
| 208  | 338  | 357  | 480  | 309  | 307  | 314  | 291  | 274  |

| 1856 | 1861 | 1866 | 1872 | 1876 | 1881 | 1886 | 1891 | 1896 |
| ---- | ---- | ---- | ---- | ---- | ---- | ---- | ---- | ---- |
| 251  | 255  | 240  | 258  | 266  | 273  | 233  | 209  | 220  |

| 1901 | 1906 | 1911 | 1921 | 1926 | 1931 | 1936 | 1946 | 1954 |
| ---- | ---- | ---- | ---- | ---- | ---- | ---- | ---- | ---- |
| 212  | 206  | 226  | 224  | 220  | 219  | 236  | 258  | 241  |

| 1962 | 1968 | 1975 | 1982 | 1990 | 1999 | 2008 | 2013 | 2018 |
| ---- | ---- | ---- | ---- | ---- | ---- | ---- | ---- | ---- |
| 217  | 162  | 128  | 122  | 131  | 127  | 187  | 185  | 163  |

| 2019 | - | - | - | - | - | - | - | - |
| ---- | - | - | - | - | - | - | - | - |
| 162  | - | - | - | - | - | - | - | - |

## Lieux et monuments
- Église Saint-Michel, du XIIIe siècle, classée au titre des monuments historiques depuis le 24 septembre 1975[14]. Elle abrite un groupe sculpté (La Trinité) du XVIe siècle, un Christ en croix du XVIIe et une chaire à prêcher du XVIIIe classées à titre d'objets[15].
- Manoir de Carel, du XVe siècle, inscrit au titre des monuments historiques depuis le 15 décembre 2003[16].
- Château du XIXe siècle.